# Forzar y prohibir (Zwing und Bann)
Zwing (o Twing) y Bann, al español "Forzar y prohibir"; "Enjuiciar y prohibir" o "Jurisdicción y prohibición" era una fórmula de paráfrasis del poder de una autoridad, el Zwingherr o Twingherr, para poder dictar reglamentos y órdenes jurídicamente vinculantes en el ámbito de jurisdicción inferior (Tribunal inferior). Los derechos forzados se transmitían oralmente hasta finales de la Edad Media. Un distrito judicial (Twing o Zwing) generalmente incluía uno o más pueblos.
El término aparece a menudo en relación con el gobierno señorial y describe el derecho de un propietario a emitir órdenes y prohibiciones. Los objetos a los que se refiere el ejercicio de "Zwing und Bann" pueden distinguirse de los tribunales superiores o de sangre, que podían castigar los delitos con la muerte. Por ejemplo, el "quebrantamiento del consuelo (quebrantamiento de la paz jurada) con palabras" fue perseguido por el Señor Enjuiciador (Zwingherr), el "quebrantamiento del consuelo con mano armada" por el juez superior. Delitos como daños corporales menores, difamación o sacrilegio también caían bajo la autoridad de los Señores Enjuiciadores (Twingherren).

## Lexicografía
- Anne-Marie Dubler. «Twing und Bann». Diccionario histórico de Suiza (en alemán, francés o italiano).
- Schweizerisches Idiotikon, Bd. IV Sp. 1270 ff., Artikel Bann (Digitalisat) und Bd. XIV Sp. 1814 ff., Artikel Twing (Digitalisat).